# Gilson Kleina
Gilson Kleina (ur. 30 marca 1968 w Kurytybie) – brazylijski trener piłkarski.

## Kariera trenerska
Karierę szkoleniowca rozpoczął w 1998 roku. Najpierw pomagał trenować kluby Coritiba, Olympique Marsylia, Atlético Mineiro i Botafogo. Od 2002 prowadził Villa Nova AC, Iraty, Criciúma, Paraná Clube, Caldense, Cianorte, Paysandu SC, Coruripe, Gama, Ipatinga, Caxias, Duque de Caxias, Boavista, Ponte Preta, SE Palmeiras i EC Bahia.

## Sukcesy i odznaczenia

### Sukcesy piłkarskie
Coruripe
- mistrz Campeonato Alagoano: 2006

Palmeiras
- mistrz Campeonato Brasileiro Série B: 2013